# Pyrheliometer

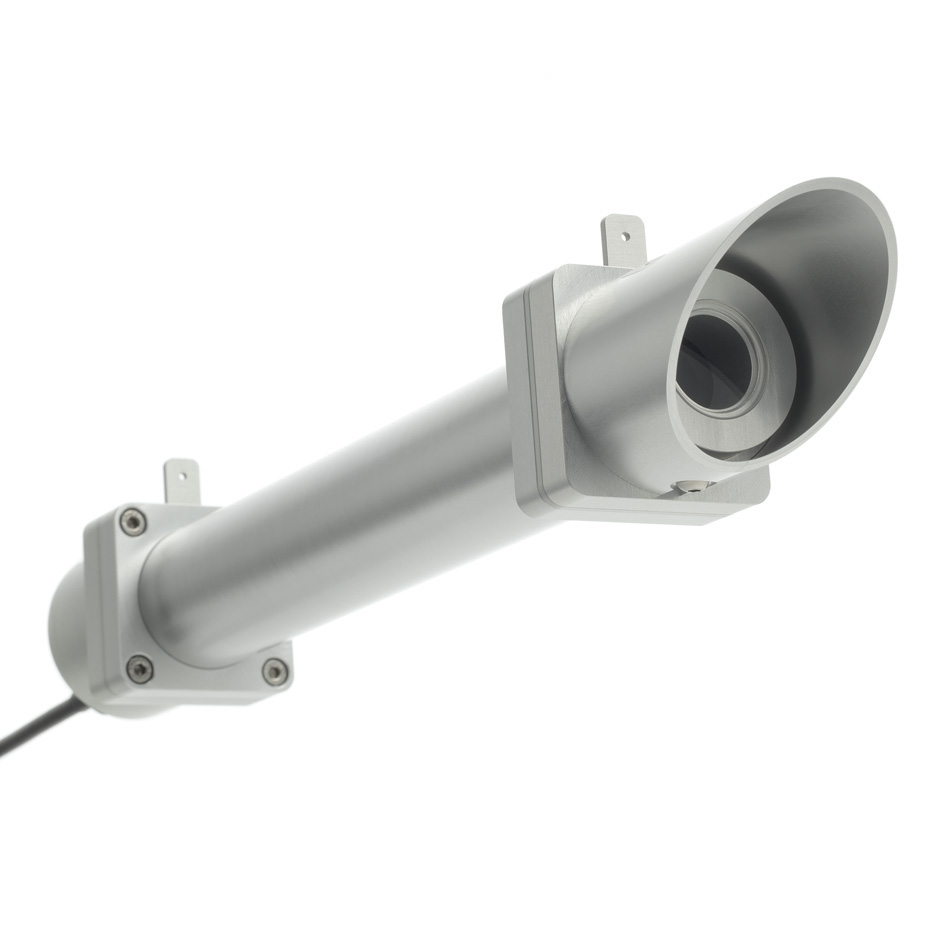
Standaard pyrheliometer, voor het meten van de directe zonnestraling

Een pyrheliometer is een instrument voor het meten van de directe bundel zonnestraling. Het zonlicht komt het instrument in door middel van een venster en valt op een thermozuil; deze zet warmte om in een elektrisch signaal dat kan worden gemeten. De spanning kan weer worden omgezet naar een waarde in watt per vierkante meter aan de hand van een voor elke pyrheliometer unieke gevoeligheid. Pyrheliometers worden gebruikt in combinatie met een 'tracker', dit is een systeem om de zon te 'volgen'.

## Normen
Pyrheliometer worden geclassificeerd aan de hand van hun meetspecificaties. De Internationale Organisatie voor Standaardisatie (ISO) heeft in een standaard (ISO 9060) vastgelegd wat deze classificatie is.
Regelmatig worden er vergelijkingsonderzoeken uitgevoerd tussen pyrheliometers. Het doel van de International Pyrheliometer Comparison die om de 5 jaar op de World Radiation Centre in Davos plaatsvinden, is te zorgen voor het onderhoud van de World Radiometric Reference. Tijdens dit evenement brengen alle deelnemers (wetenschappers, maar ook fabrikanten) hun instrumenten, zonnetracking- en data-acquisitie-systemen naar Davos om gelijktijdig zonnestraling te meten; De gezamenlijke data wordt verwerkt en is onderdeel van de nieuwe WRR.

## Toepassingen
Pyrheliometers worden in het algemeen gebruikt in de meteorologie, bij klimaatwetenschappers, maar ook in materiaal testen, onderzoek en beoordeling van het rendement van zonnecollectoren en fotovoltaïsche apparaten.

## Gebruik
Pyrheliometers zijn meestal gemonteerd op een solar tracker die ervoor zorgen dat de pyrheliometer door de dag heen gericht blijft op de zon.